# Leptoconops nigripes
Leptoconops nigripes är en tvåvingeart som beskrevs av Dzhafarov 1961. Leptoconops nigripes ingår i släktet Leptoconops och familjen svidknott. Inga underarter finns listade i Catalogue of Life.